# Estetiska programmet
Estetiska programmet är ett av gymnasieskolans nationella program. Enklast kan det estetiska programmet beskrivas som en humanistisk utbildning med estetisk inriktning. Det estetiska programmet är det enda i den nationella gymnasieskolan som enligt gymnasieförordningen har rätt att använda sig av färdighetsprövningar vid intagningen. Det estetiska programmet är högskoleförberedande vilket innebär att avgångselever från det estetiska programmet har utökad behörighet till universitet och högskola, i likhet med elever från till exempel det samhällsvetenskapliga programmet.
Sökandet till estetiska programmet har minskat med 4 procent mellan 2011 och läsåret 2024/2025.

## Inriktningar
På det estetiska programmet finns det i nuläget fem nationella inriktningar. Varje inriktning läser 400 poäng som skiljer sig från de andra inriktningarna:
- Bild och formgivning
  - Bild, 100 p
  - Bild och form 1b, 100 p
  - Form, 100 p
  - Bildteori, 100 p
- Dans
  - Dansgestaltning, 100 p
  - Dansteknik 1 och 2, 200 p
  - Dansteori, 100 p
- Musik
  - Instrument eller sång 1, 100 p
  - Ensemble med körsång, 200 p
  - Gehörs- och musiklära 1, 100 p
- Teater
  - Scenisk gestaltning 1, 2 och 3, 300 p
  - Teaterteori, 100 p
- Estetik och media
  - Digitalt skapande 1, 100 p
  - Medieproduktion 1 och 2, 200 p
  - Medier, samhälle och kommunikation 1, 100 p
  - Fotografisk bild 1 och 2, 200 p
- Modedesign
  - Fackteckning och design 1, 100 p
  - Manuell mönsterkonstruktion 1, 100 p
  - Modedesign och sömnad 1b, 200 p

Gymnasiegemensamma ämnen:
- Matematik 1b, 100 p
- Naturkunskap 1b, 100 p
- Svenska 1, 100 p
- Svenska 2, 100 p
- Engelska 5, 100 p
- Engelska 6, 100 p
- Historia 1b, 100 p
- Samhällskunskap 1b, 100 p
- Religionskunskap 1, 50 p
- Idrott och hälsa 1, 100 p

På många estetiska program förstärker man den studieinriktade profilen genom att även integrera 1–2 moderna språk samt högre steg inom matematik.